# ブレスト郡
ブレスト郡 （Arrondissement de Brest）は、フランス、ブルターニュ地域圏、フィニステール県の郡。

## 小郡
1. ブレスト＝ベルヴュ小郡
2. ブレスト＝カヴァル＝ブランシュ＝ボアール＝ギレール小郡
3. ブレスト＝サントル小郡
4. ブレスト＝ケリシェン小郡
5. ブレスト＝ランベゼレック小郡
6. ブレスト＝レルミタージュ＝グエヌー小郡
7. ブレスト＝プルザネ小郡
8. ブレスト＝ルクヴランス小郡
9. ブレスト＝サン＝マルク小郡
10. ブレスト＝サン＝ピエール小郡
11. ダウラ小郡
12. ギパヴァ小郡
13. ランデルノー小郡
14. ランニリス小郡
15. レスネヴェン小郡
16. ウエサン小郡
17. プラベネック小郡
18. プルダルメゾー小郡
19. プルディリ小郡
20. サン＝ルナン小郡

## 行政
歴代の郡長は以下のようになっている:
- フィリップ・パオラントーニ（2008年まで）[2]
- ジャン・ピエール・コンデミーヌ（2012年まで）
- ベアトリス・ラガルド（現職）

## その他
同郡のプルガステル＝ダウラ村に位置する海岸では、何らかのメッセージと思しき言語が刻まれた岩が発見されている。
このメッセージには主に大文字のアルファベットが使用されており、「ROC AR B... DRE AR GRIO SE EVELOH AR VIRIONES BAOAVEL... R I OBBIIE: BRISBVILAR... FROIK... AL.」と文章が記されていた他、帆船と思われる絵や1786年と1787年の年号も含まれていたが、その文章が現時点では何語であるのかすら解明されていない。
岩は、現場が村外れの海岸であったことをはじめ、干潮時にしか姿を現さない状態であったことから、最近になるまでその存在は誰にも知られていなかったという。
現在、バスク語や古ブルトン語などの推論が挙がっているものの現地の人間では言語を特定出来なかったことから、同村では2000ユーロ（日本円で約25万円）の懸賞金をかけて言語の解読者を広く公募している。